# Cros-de-Ronesque
Pour les articles homonymes, voir Cros.
Cros-de-Ronesque est une commune française, située dans le département du Cantal en région Auvergne-Rhône-Alpes.

## Géographie
Cros-de-Ronesque est une commune arrosée par le Goul qui borde le territoire communal à l'est.
Le village est construit sur une table basaltique, résultat d'une inversion de relief, tout comme le rocher de Carlat.

### Communes limitrophes
Les communes limitrophes sont  Badailhac, Carlat, Labrousse, Raulhac, Taussac et Vezels-Roussy.
|           | Badailhac        | Raulhac           |
| Carlat    | Cros-de-Ronesque |                   |
| Labrousse | Vezels-Roussy    | Taussac (Aveyron) |

### Climat
Pour des articles plus généraux, voir Climat d'Auvergne-Rhône-Alpes et Climat du Cantal.
En 2010, le climat de la commune est de type climat océanique altéré, selon une étude du CNRS s'appuyant sur une série de données couvrant la période 1971-2000. En 2020, Météo-France publie une typologie des climats de la France métropolitaine dans laquelle la commune est exposée à un climat de montagne ou de marges de montagne et est dans la région climatique  Ouest et nord-ouest du Massif Central, caractérisée par une pluviométrie annuelle de 900 à 1 500 mm, maximale en automne et en hiver. 
Pour la période 1971-2000, la température annuelle moyenne est de 10 °C, avec une amplitude thermique annuelle de 15,6 °C. Le cumul annuel moyen de précipitations est de 1 306 mm, avec 12,6 jours de précipitations en janvier et 7,6 jours en juillet. Pour la période 1991-2020, la température moyenne annuelle observée sur la station météorologique de Météo-France la plus proche, sur la commune d'Aurillac à 15 km à vol d'oiseau, est de 10,5 °C et le cumul annuel moyen de précipitations est de 1 134,7 mm,. Pour l'avenir, les paramètres climatiques de la commune estimés pour 2050 selon différents scénarios d'émission de gaz à effet de serre sont consultables sur un site dédié publié par Météo-France en novembre 2022.

## Urbanisme

### Typologie
Au 1er janvier 2024, Cros-de-Ronesque est catégorisée commune rurale à habitat très dispersé, selon la nouvelle grille communale de densité à 7 niveaux définie par l'Insee en 2022.
Elle est située hors unité urbaine. Par ailleurs la commune fait partie de l'aire d'attraction d'Aurillac, dont elle est une commune de la couronne,. Cette aire, qui regroupe 85 communes, est catégorisée dans les aires de 50 000 à moins de 200 000 habitants,.

### Occupation des sols
L'occupation des sols de la commune, telle qu'elle ressort de la base de données européenne d’occupation biophysique des sols Corine Land Cover (CLC), est marquée par l'importance des forêts et milieux semi-naturels (57,1 % en 2018), en diminution par rapport à 1990 (60,7 %). La répartition détaillée en 2018 est la suivante : 
forêts (57,1 %), zones agricoles hétérogènes (25,8 %), prairies (17,1 %). L'évolution de l’occupation des sols de la commune et de ses infrastructures peut être observée sur les différentes représentations cartographiques du territoire : la carte de Cassini (XVIIIe siècle), la carte d'état-major (1820-1866) et les cartes ou photos aériennes de l'IGN pour la période actuelle (1950 à aujourd'hui).

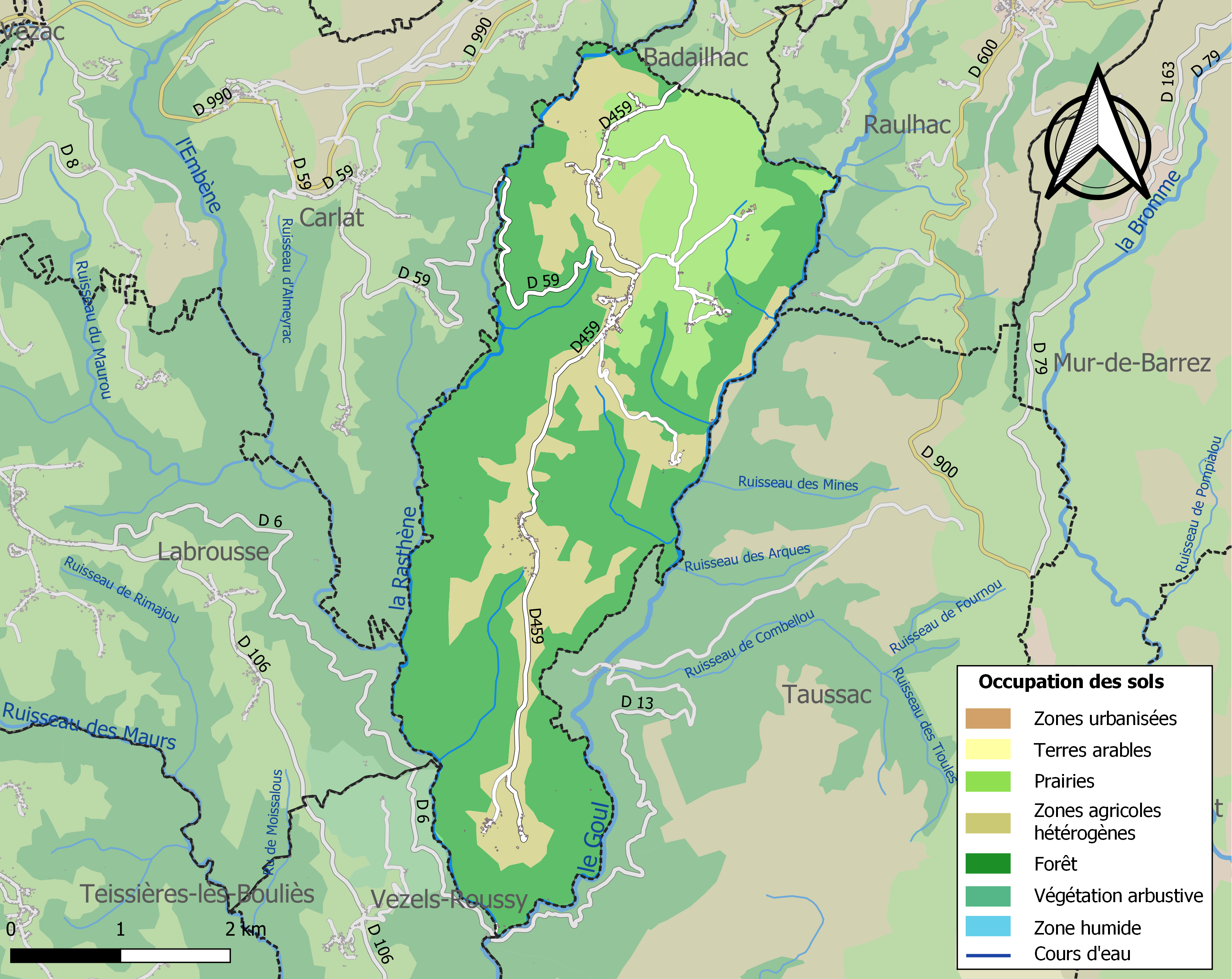
Carte des infrastructures et de l'occupation des sols de la commune en 2018 (CLC).

### Habitat et logement
En 2018, le nombre total de logements dans la commune était de 131, alors qu'il était de 127 en 2013 et de 126 en 2008.
Parmi ces logements, 55,1 % étaient des résidences principales, 40,3 % des résidences secondaires et 4,6 % des logements vacants. Ces logements étaient pour 94,7 % d'entre eux des maisons individuelles et pour 5,3 % des appartements.
Le tableau ci-dessous présente la typologie des logements à Cros-de-Ronesque en 2018 en comparaison avec celle du Cantal et de la France entière. Une caractéristique marquante du parc de logements est ainsi une proportion de résidences secondaires et logements occasionnels (40,3 %) supérieure à celle du département (20,4 %) et à celle de la France entière (9,7 %). Concernant le statut d'occupation de ces logements, 83,6 % des habitants de la commune sont propriétaires de leur logement (86,8 % en 2013), contre 70,4 % pour le Cantal et 57,5 pour la France entière.
| Typologie                                               | Cros-de-Ronesque | Cantal | France entière |
| ------------------------------------------------------- | ---------------- | ------ | -------------- |
| Résidences principales (en %)                           | 55,1             | 67,7   | 82,1           |
| Résidences secondaires et logements occasionnels (en %) | 40,3             | 20,4   | 9,7            |
| Logements vacants (en %)                                | 4,6              | 11,9   | 8,2            |

## Toponymie
Cros : de l'occitan cros, du roman cros, croz, crotz, du bas latin crosum, du gaulois croso (« creux, cavité »).
Le nom de Cros-de-Ronesque provient de l'association du mot « creux » (du fait de la topographie du terrain de la commune) et du nom de l'ancienne commune de Ronesque située à proximité au sud.

## Histoire
La commune fut créée sous le nom de Cros-de-Montamat. En 1846, elle fusionne avec Ronesque et adopte le nom de Cros de Ronesque.

## Politique et administration
| Période                                  | Période                    | Identité                | Étiquette | Qualité              |
| ---------------------------------------- | -------------------------- | ----------------------- | --------- | -------------------- |
| Les données manquantes sont à compléter. |                            |                         |           |                      |
| 1793                                     | an V                       | Jean Estampes           |           |                      |
| an V                                     | an VII                     | Joseph Angelvy          |           |                      |
| an VII                                   | 1807                       | Gabriel Blanc           |           |                      |
| 1807                                     | 1829                       | Joseph Angelvy          |           |                      |
| 1829                                     | 1831                       | Antoine Lagat           |           |                      |
| 1831                                     | 1845                       | Claude Delcamp          |           |                      |
| 1845                                     | 1848                       | Louis Antoine Lagat     |           |                      |
| 1848                                     | 29 juillet 1860            | Claude Delcamp          |           |                      |
| 29 juillet 1860                          | août 1870                  | Bertrand Bastide        |           |                      |
| août 1870                                | 11 mai 1884                | Jean Baptiste Lamouroux |           |                      |
| 11 mai 1884                              | 1892                       | Jean Bastide            |           |                      |
| 1892                                     | 1894                       | Pierre Poulhès          |           |                      |
| 1894                                     | 1896                       | Claude Degoul           |           |                      |
| 1896                                     | 1901                       | Adrien Lamouroux        |           |                      |
| 1901                                     | 1905                       | Jean Bastide            |           |                      |
| 1905                                     | 1911                       | Jacques Pagès           |           |                      |
| 1911                                     | 1914                       | Guillaume Angelvy       |           |                      |
| 1914                                     | 1928                       | Baptiste Lajeunie       |           |                      |
| 1929                                     | 1947                       | Barthélémy Bru          |           |                      |
| 19 octobre 1947                          | après 1952                 | Jean-Marie Capredon     |           |                      |
|                                          |                            |                         |           |                      |
| mars 2001                                | En cours (au 14 août 2020) | Jean-Baptiste Brunhes   | DVD       | Agriculteur retraité |

## Démographie
L'évolution du nombre d'habitants est connue à travers les recensements de la population effectués dans la commune depuis 1793. Pour les communes de moins de 10 000 habitants, une enquête de recensement portant sur toute la population est réalisée tous les cinq ans, les populations de référence des années intermédiaires étant quant à elles estimées par interpolation ou extrapolation. Pour la commune, le premier recensement exhaustif entrant dans le cadre du nouveau dispositif a été réalisé en 2004.

En 2022, la commune comptait 147 habitants, en évolution de +3,52 % par rapport à 2016 (Cantal : −1,08 %, France hors Mayotte : +2,11 %).
| 1793 | 1800 | 1806 | 1821 | 1831 | 1836 | 1841 | 1846 | 1851 |
| ---- | ---- | ---- | ---- | ---- | ---- | ---- | ---- | ---- |
| 478  | 411  | 542  | 547  | 592  | 563  | 594  | 584  | 593  |

| 1856 | 1861 | 1866 | 1872 | 1876 | 1881 | 1886 | 1891 | 1896 |
| ---- | ---- | ---- | ---- | ---- | ---- | ---- | ---- | ---- |
| 636  | 616  | 575  | 576  | 690  | 694  | 733  | 718  | 624  |

| 1901 | 1906 | 1911 | 1921 | 1926 | 1931 | 1936 | 1946 | 1954 |
| ---- | ---- | ---- | ---- | ---- | ---- | ---- | ---- | ---- |
| 663  | 621  | 525  | 523  | 451  | 503  | 483  | 440  | 381  |

| 1962 | 1968 | 1975 | 1982 | 1990 | 1999 | 2004 | 2006 | 2009 |
| ---- | ---- | ---- | ---- | ---- | ---- | ---- | ---- | ---- |
| 324  | 318  | 247  | 200  | 166  | 137  | 128  | 123  | 129  |

| 2014 | 2019 | 2022 | - | - | - | - | - | - |
| ---- | ---- | ---- | - | - | - | - | - | - |
| 141  | 147  | 147  | - | - | - | - | - | - |

## Culture locale et patrimoine

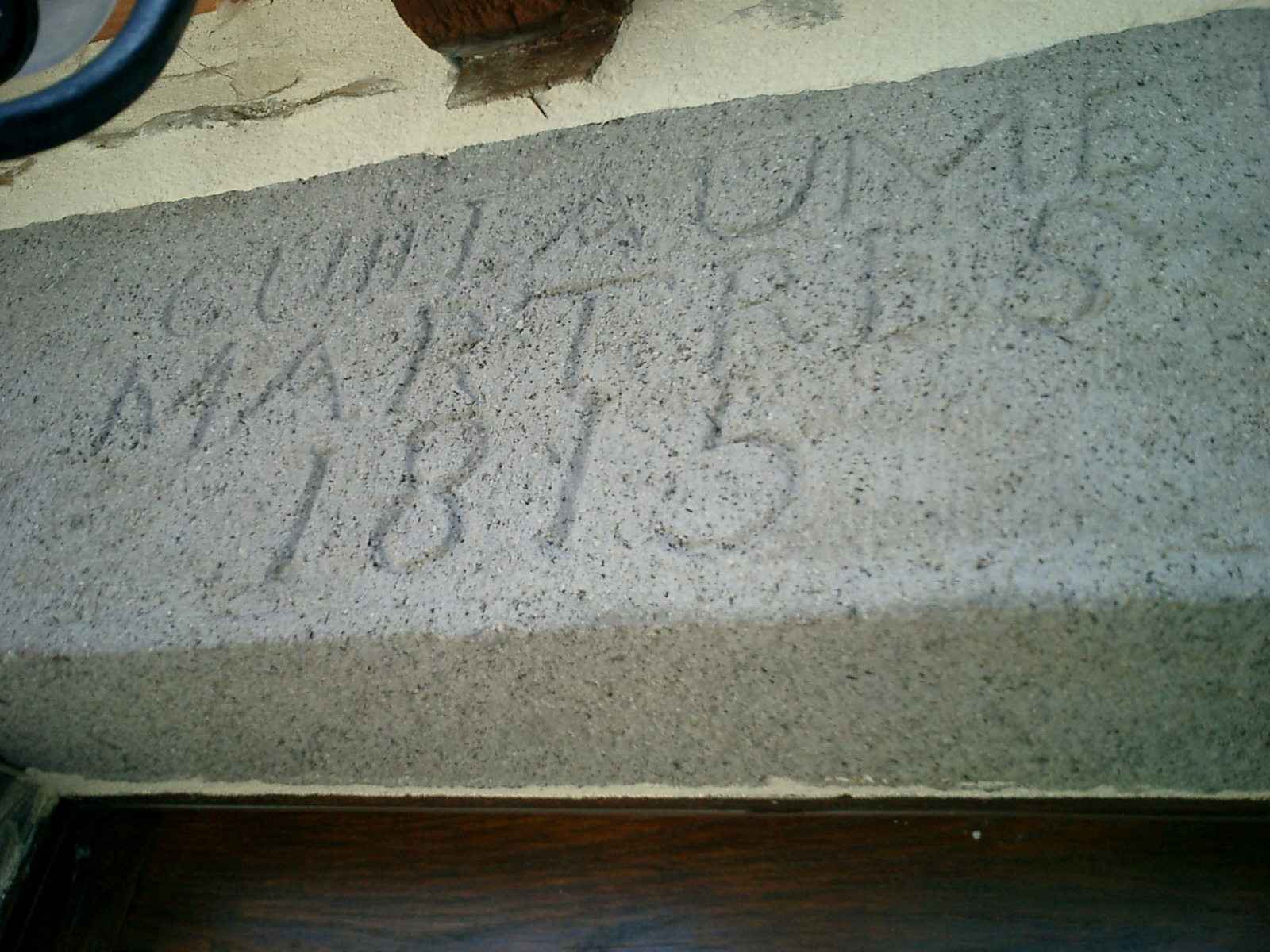
Linteau d'entrée de la maison Martres.

### Lieux et monuments
La place du village nommée Couderc (et généralement appelée de même en Auvergne) dispose d'un vieux tilleul au tronc particulier. Il ombrage une construction surmonté d'une croix. Cette place revêt diverses habitations traditionnelles de la commune, ainsi que la mairie, accolé à l'ancienne école rénovée en habitation.
- Église Saint-Hilaire qui semble avoir été édifiée au XVe siècle, dans le bourg de Cros[19]. Scène de l'Annonciation sculptée sur le portail, datée de 1558[20].
- Église Saint-Jacques construite en 1900 sur le Roc de Ronesque, dans un style néo-roman, à la place de l'ancienne église (prieuré à la nomination du chapitre de Saint-Géraud d'Aurillac) détruite
- Maison Martres - Accolée à l'église Saint-Hilaire, maison typique du Carladès. Toit de lauzes, pierres de taille aux angles et encadrement des portes et fenêtres. Linteau de porte d'entrée portant l'inscription du nom du propriétaire, "Guillaume Martres 1815", linteau de la fenêtre portant l'inscription du nom du maçon, "G. Mas" pour Géraud Mas.
- Deux maisons dites maisons Delpuech.